# David Fiel
David Fiel Rodriguez (ur. 28 sierpnia 1993 w Hawanie) – kubański siatkarz, reprezentant kraju, grający na pozycji środkowego.
We wrześniu 2016 brał udział w Meczu Gwiazd Siatkówki i oficjalnym pożegnaniu Pawła Zagumnego w Gdańsku i Katowicach.
Prywatnie od 2015 jest żonaty z Polką z Kielc. Zamieszkał w Zagnańsku.

## Sukcesy klubowe
Liga katarska:
- 2017

Superpuchar Polski:
- 2018

Liga niemiecka:
- 2021

Superpuchar Białorusi:
- 2023

Puchar Białorusi:
- 2023

Liga białoruska:
- 2024

## Sukcesy reprezentacyjne
Mistrzostwa Świata Kadetów:
- 2011

Liga Światowa:
- 2012

Mistrzostwa Ameryki Północnej, Środkowej i Karaibów:
- 2013

Puchar Panamerykański:
- 2014

## Nagrody indywidualne
- 2014: Najlepszy środkowy Pucharu Panamerykańskiego